# Totalán
Totalán es un municipio y localidad de España situado en la parte suroccidental de la comarca de La Axarquía, en la provincia de Málaga, comunidad autónoma de Andalucía. Limita con los municipios de Málaga, El Borge, Moclinejo y el Rincón de la Victoria. Otras localidades cercanas son Olías y La Cala del Moral.
Totalán dista a unos 22 kilómetros del centro de Málaga y a 553 km de Madrid, por carretera. Es uno de los municipios más pequeños de la provincia tanto en superficie como en población; en 2018 contaba con 715 habitantes. El núcleo urbano, de calles blancas, estrechas y empinadas, está enclavado en un paisaje de suaves lomas donde se cultivan viñedos y almendros.

## Símbolos
El municipio de Totalán cuenta con escudo propio desde 1987, aunque no fue oficializado hasta 2017. Un año más tarde se aprobó su bandera. Ambos fueron inscritos en el Registro Andaluz de Entidades Locales (RAEELL) conforme a la normativa autonómica que regula la adopción, modificación, rehabilitación, uso y protección de los escudos heráldicos y banderas de todas las entidades locales andaluzas, y establece la obligatoriedad de inscribirlos en el citado registro que tiene la Consejería de la Presidencia de la Junta de Andalucía a efectos de darles presunción de legalidad y validez.

### Escudo
El blasón que viene usando el municipio tiene la siguiente descripción:

Escudo que se compone de un solo cuartel en el que aparece como fondo un campo de plata (blanco) sembrado de veintisiete tondos color sinople (verde), dispuestos en siete líneas o palos verticales, con forma circular. Sobrepuesta y centrada, una torre color gules (rojo) masonada en oro (amarillo). En la punta circular, ondas de agua de color azur (azul) y en plata, alternadas y en paralelo. Al timbre, la Corona Real española cerrada.

Las ondas hacen referencia al arroyo Totalán; los tondos a las ruedas de molino que se utilizaban en el citado arroyo, y la torre hace referencia a la de la alquería de Totalán.

### Bandera
La enseña que viene usando el municipio tiene la siguiente descripción:

Paño de proporciones cuadradas o de 2/3 con una franja superior de 1/2 del ancho en sentido horizontal desde el asta hasta el batiente color verde. Sobrepuesto sobre el color verde en la parte inferior con un 1/2 del ancho o de la vaina del paño en sentido horizontal, o sea desde el asta hacia el batiente en sentido horizontal, comenzando por la parte superior con la franja azul seguida de otra de blanco alternadas hasta seis veces y ondeantes en paralelo. Con el escudo municipal con una altura de 2/5 del paño, y figurará en ambas caras. Cuando la bandera tenga la proporción de longitud igual a 2/3 de la anchura, el eje del escudo se colocará a una distancia de la vaina de media anchura. Si la longitud fuere menor a la normal o la bandera tuviera la forma cuadrada, el escudo se situará en el centro de la bandera.

Se utilizan los colores del escudo.

## Geografía
El municipio de Totalán, recorrido de norte a sur por el arroyo del mismo nombre, extiende su irregular y alargada superficie entre la comarca de la Axarquía, a la que pertenece, y la Hoya de Málaga. Como frontera que es entre ambas zonas, en su paisaje asoman las características de esos dos territorios, aunque se observa un cierto predominio de la topografía propia de los Montes de Málaga.
Se trata, por lo tanto, de un terreno en el que predominan lomas y barrancos cuya cubierta vegetal está integrada básicamente por almendros, olivos, matorrales y pastizales, y solo en las riberas del arroyo se ubican algunas huertas en las que se cultivan hortalizas y frutales. Estando años atrás sembrado casi en su totalidad por vides, las cuales perecieron por completo por la plaga de la filoxera. Este pequeño territorio está rodeado de cerros de altitud media-baja, como el de Salazar (512 metros), Vareno (501 metros) o el de las Herrerías (664 metros). El arroyo Totalán es de caudal estacional y en ocasiones registra fuertes crecidas.
| Noroeste: Málaga | Norte: El Borge y Málaga   | Noreste: Moclinejo             |
| Oeste: Málaga    |                            | Este: Moclinejo                |
| Suroeste Málaga  | Sur: Rincón de la Victoria | Sureste: Rincón de la Victoria |

## Historia
Existen muy pocos datos históricos sobre la historia de Totalán. No obstante, a finales de los años 90 del pasado siglo, fueron reconocidos restos megalíticos (dolmen) que datan del IV y III milenio antes de Cristo. En este dolmen, denominado "del cerro de la Corona" aparecieron restos de nueve individuos, restos de ajuares y armas propias del periodo calcolítico. 
Anterior a la Reconquista por las tropas cristianas, y aun después de este acontecimiento los datos sobre esta localidad tampoco son abundantes. Se sabe que era una alquería perteneciente al alfoz de Málaga, en el Reino de Granada, y también se tienen noticias de la existencia de una torre, posiblemente reutilizada como campanario de la iglesia parroquial.   
Sí está documentado que en 1483, unos años antes de la toma de Málaga, el rey granadino El Zagal derrotó en tierras de este municipio a parte del ejército cristiano que se desplazó desde Antequera a esta zona, siguiendo el curso del arroyo Totalán, para atacar la guarnición musulmana que se hallaba acampada cerca de Moclinejo. Los árabes fueron informados a tiempo de la llegada de los cristianos y salieron victoriosos del enfrentamiento.
Según los libros de repartimientos del alfoz de Málaga, y más concretamente de su La Axarquía (en árabe "oriente"), en el actual término municipal de Totalán se hallaban las siguientes alquerías:
- La propia alquería de Totalán, que se extendería por la vertiente occidental del arroyo de Totalán siguiendo hasta las faldas del cerro de Santo Pitar por la sierra del monte de Cruzado (que delimita actualmente los términos de Málaga y Totalán) y entendiéndose hacia el oriente hasta el pico de Frontilla (Cerro de la encina de Córdoba) albergando las cuencas altas del arroyo de Totalán y el de Frontilla. Dentro de su territorio otro núcleo importante citado en los Repartimientos sería la alquería de Almacharejo, cuyo nombre y localización perduran hasta la actualidad.
- La alquería de Macharamanzil, que se extendió por los actuales pagos de Verdugo, Chaperilla, Vareno, Garcés llegando hacia el sur hasta la cañada de Cantazorras. Los investigadores señalan que Macharamanzil se pudo situar en el actual lagar de Vareno.
- La alquería de Macharabinzel, que se extendió por toda la cuenca de las cañada de las minas y Pedregales, hasta el pico de Lo Rute. La investigación apunta a que Macharabinzel se situaba en el lagar de Pedregales.
- La alquería de Juncares, que seguiría hacia el sur de la anterior, en la margen oriental del arroyo de Totalán hasta el Arroyo de Funes (Zarzo). La alquería de Juncares se situaba a los pies de la conservada torre de Salazar.

Sobre el origen del nombre del pueblo circula la teoría del historiador Mateo Gallego de que Totalán en árabe significa ‘torta’. Hay además algunos documentos que recogen la existencia de varios caseríos en la zona denominados Tortela, Tortila y Tortalán, lo que viene a indicar, según la mencionada teoría, que en alguno de estos lugares se produciría la típica repostería andalusí, pero hasta el momento no se han encontrado vestigios de la existencia de esta artesanía.

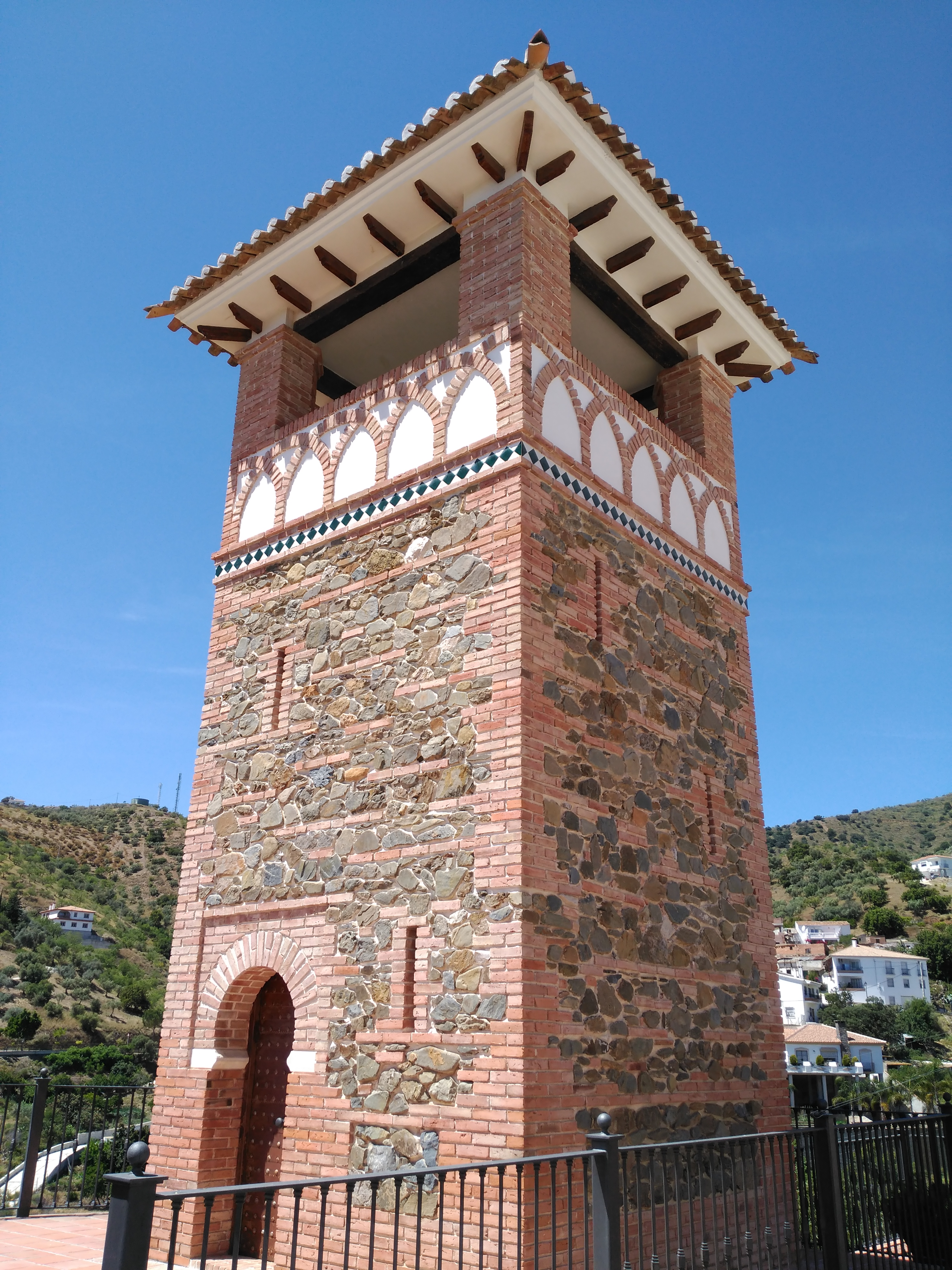
Torre del Violín

Existe también la creencia de que en la época nazarí el arroyo Totalán era caudaloso, lo que explica la existencia de un molino de aceite en este territorio. En cualquier caso, al no haber documentación sobre ningún acontecimiento de realce en este municipio, todo apunta a que la historia de Totalán a partir de la Reconquista cristiana corre pareja a la de los pueblos limítrofes; tan pareja que también se notó, y mucho, la plaga de la filoxera a finales del siglo XIX, que acabó con todas las vides de la zona, que eran la base de su economía, siendo la superficie cultivada de vid el setenta por ciento del término municipal. 
La destrucción del principal recurso económico de Totalán –la vid– trajo como consecuencia el paulatino abandono de casas y tierras, pero el mayor éxodo de la población se produjo en la década de 1940, en plena postguerra, cuando muchos de sus vecinos marcharon a la barriada malagueña de El Palo, en busca de un medio de vida en la propia capital de la provincia, lo que ocasionó que pasara a tener unos 600 habitantes de los casi 1.500 con los que contaba antes de la plaga.
El 13 de enero de 2019 se produjo en este municipio la desaparición del niño Julen Roselló García tras caerse accidentalmente en un angosto pozo de una finca familiar, lo que dio lugar a unas complicadas labores de rescate en los días posteriores, y finalmente la aparición de su cadáver doce días más tarde, creando una gran conmoción en la sociedad española.
En la actualidad Totalán es un pueblo dependiente económicamente de la agricultura y también del turismo, en pleno desarrollo.

## Geografía humana

### Demografía
Cuenta con una población de 776 habitantes (INE 2024).
| Gráfica de evolución demográfica de Totalán entre 1842 y 2021                                                         |
| |
| Población de derecho según los censos de población del INE. Población de hecho según los censos de población del INE. |

La población se concentra en el núcleo urbano de Totalán, las pedanías de Los Castillos, Los Baltasares, La huerta y el resto en diseminado a lo largo del término municipal.

### Economía

#### Evolución de la deuda viva municipal
El concepto de deuda viva contempla sólo las deudas con cajas y bancos relativas a créditos financieros, valores de renta fija y préstamos o créditos transferidos a terceros, excluyéndose, por tanto, la deuda comercial.
| Gráfica de evolución de la deuda viva del Ayuntamiento de Totalán entre 2008 y 2022                                  |
| |
| Deuda viva del Ayuntamiento de Totalán, en miles de euros, según datos del Ministerio de Hacienda y Función Pública. |

## Política y administración
La administración política del municipio se realiza a través de un Ayuntamiento de gestión democrática cuyos componentes se eligen cada cuatro años por sufragio universal. El censo electoral está compuesto por todos los residentes empadronados en Totalán mayores de 18 años y nacionales de España y de los restantes Estados miembros de la Unión Europea. Según lo dispuesto en la Ley del Régimen Electoral General, que establece el número de concejales elegibles en función de la población del municipio, la Corporación Municipal de Totalán está formada por 7 concejales.

### Resultado de las elecciones municipales de 2023[11]
| Candidatura     | Candidatura                              | Votos | %                               | Escaños                         |
| --------------- | ---------------------------------------- | ----- | ------------------------------- | ------------------------------- |
|                 | Partido Socialista Obrero Español (PSOE) | 215   | 42,83                           | 3                               |
|                 | Partido Popular (PP)                     | 192   | 38,25                           | 3                               |
|                 | Plataforma Ciudadana de Totalán (PACTO)  | 80    | 15,94                           | 1                               |
|                 | Vox                                      | 13    | 2,59                            | 0                               |
| Votos en blanco | Votos en blanco                          | 2     | 0,40                            | n/a                             |
| Votos válidos   | Votos válidos                            | 502   | 100                             | 7                               |
| Votos nulos     | Votos nulos                              | 6     | Participación: \| \| 83,28 % \| | Participación: \| \| 83,28 % \| |
| Votantes        | Votantes                                 | 508   | Participación: \| \| 83,28 % \| | Participación: \| \| 83,28 % \| |
| Electores       | Electores                                | 610   | Participación: \| \| 83,28 % \| | Participación: \| \| 83,28 % \| |
|                 | 83,28 %                                  |       |                                 |                                 |

## Transporte público
Totalán está integrado en el Consorcio de Transporte Metropolitano del Área de Málaga, que opera varias rutas de autobús interurbano que la comunican.

## Cultura
Totalán siempre ha sido, a pesar de ser un pueblo pequeño, un foco importante de cultura. 
De larga tradición popular destacan los denominados "Belenes", denominación local de las típicas parrandas de villancicos. En la época navideña se solían juntar los vecinos y amistades a recorrer el pueblo y sus distintos bares y tabernas entonando una serie de coplas populares de temática variada (navideña, amorosa, de la vida cotidiana, etc) acompañados de instrumentos típicos (zambomba de pita, sonajas, crótalos, botellas de anís, etc). En la actualidad, gracias a la labor de un grupo de vecinos y al apoyo institucional, todos los años se forma un grupo de belenes, compuesto por todas las personas del pueblo que quieran participar y que hacen diversas actuaciones en el período navideño tanto en el pueblo como en otras localidades. Desde hace algunos años se viene realizando un certamen de pastorales en la iglesia de Santa Ana. 
Otra actividad cultural, ahora más olvidada pero de rancia tradición son los verdiales. En el pasado cuando había alguna fiesta (la feria, matanzas, bautizos, etc) siempre se solían juntar varios vecinos y formaban una fiesta de verdiales. Algunos testimonios de personas ancianas del pueblo, atestiguan que los verdiales que se hacían en Totalán y en su zona eran parecidos a los del denominado "estilo de Comares". Con posterioridad en los años 90 y a principios del siglo presente el ayuntamiento organizó y puso en marcha una Panda de Verdiales (estilo de los montes), de la que salieron varios fiesteros. Por desgracia esta panda desapareció, no obstante la afición a los verdiales pervive en el pueblo. 
Otra muestra también del folclore popular que por desgracia se encuentra casi desaparecido son los denominados bailes de rueda o maragatas. Estos bailes se organizaban en las principales plazas del pueblo y los cortijos y servían de evento socializador entre los jóvenes y muchas parejas se formaban participando en estos eventos. 
Cómo se puede ver Totalán siempre ha sido tierra de cante. Destaca también la gran afición al flamenco que existe en la población. Destacan entre otros artistas, cantaores de la talla de Antonio Molina, que aunque nacido por consecuencia de la emigración en la capital, tuvo todos sus antepasados en Totalán y en la actualidad conserva algunos parientes. Cabe también citar a Enrique Castillo, al cual desde hace años se celebra un festival en su honor y los hermanos Santiago Castillo, Fernando (maestro guitarrista) y Fabiola (Cantaora). 

## Patrimonio

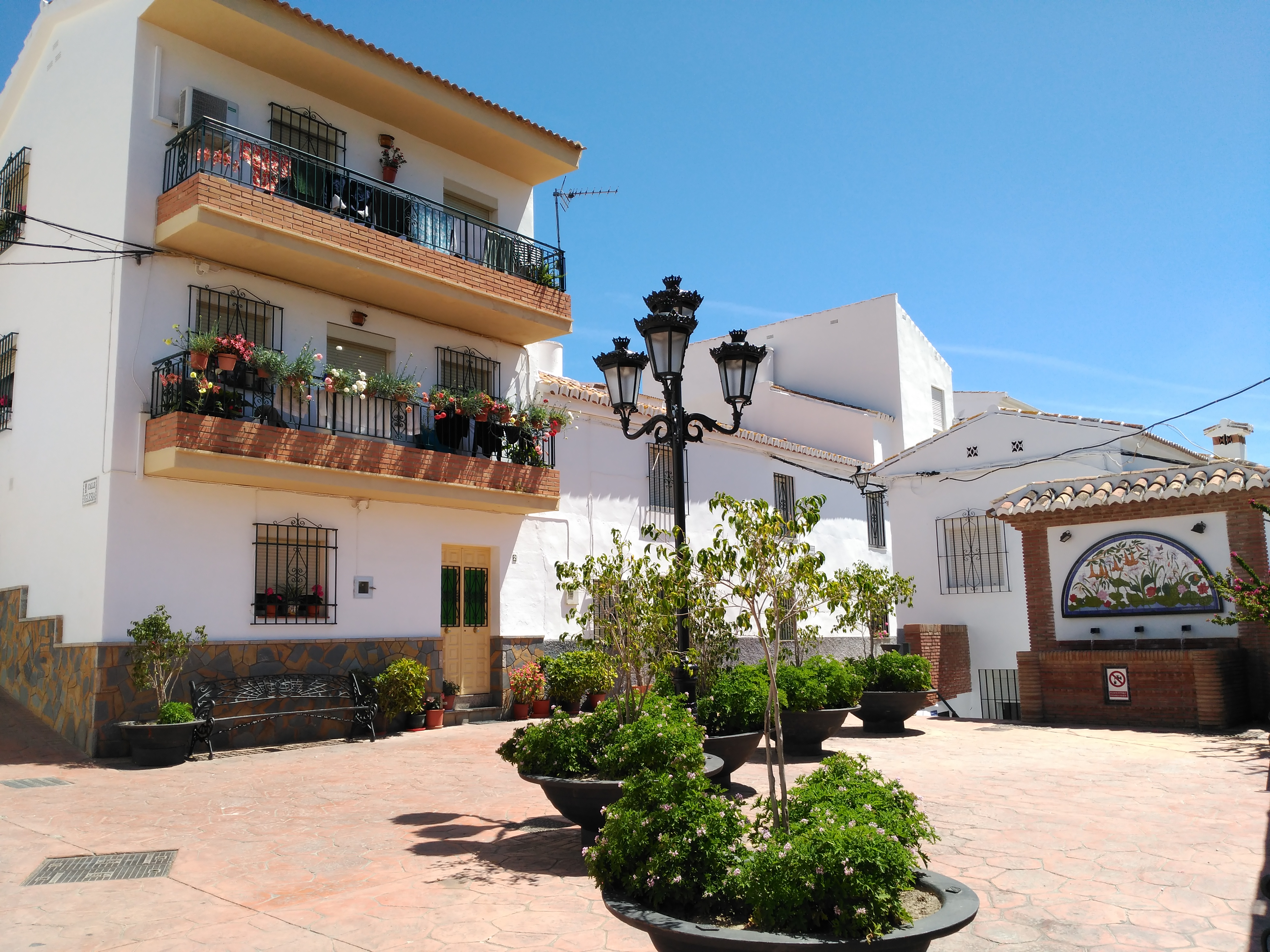
La plaza de la Constitución es el espacio principal del pueblo y en ella se encuentra la iglesia de Santa Ana

- Iglesia de Santa Ana (siglo XVI). Comienza su erección en 1505, como la de otras muchas parroquias en la provincia, desarrollándose su construcción entre los siglos XVI y XVII, período del que ha sobrevivido la techumbre mudéjar y la torre como elementos más destacados. En su subsuelo, aunque en la actualidad están cubiertos, se localizan los restos de la mezquita musulmana.
- El exterior del templo está prácticamente desornamentado. Amplios muros blancos, sólo interrumpidos por algunos vanos rectangulares y por la sencilla portada, cubiertos por un tejado a doble agua, acodado en el lado del Evangelio, y por la maciza torre. Es un edificio exento, rodeado por estrechas calles, recuerdo de su pasado andalusí. Paseando por ellas pasamos por debajo de un pequeño arco que une el templo con una cercana casa particular. La portada de acceso a la iglesia está situada a sus pies, y se accede a ella mediante escalera. Se compone de arco de medio punto con línea de imposta resaltada, rodeado por un amplio alfiz y una pequeña cornisa. Sobre ella dos pequeños vanos rectangulares.
- Torre vigía de Salazar.
- Dolmen del Cerro de la Corona (IV y III milenio a. C.).

## Fiesta de la Chanfaina
La chanfaina es el plato típico de la localidad. Lleva como ingredientes patatas, aceite de oliva, vinagre, ajos, migas de pan y diversas especias: orégano, azafrán, pimienta, clavo, comino y laurel. Se puede complementar con carne o morcilla en rodajas. El último domingo de noviembre, la chanfaina se homenajea con una fiesta declarada de interés turístico provincial. Durante la misma se pueden encontrar en el pueblo puestos de degustación de productos típicos de la tierra (Aceite, vino, aceitunas, chacina, calabaza frita), puestos comerciales de productos típicos y artesanía, pasacalles de música popular (Banda de música, verdiales, música étnica), etcétera.[cita requerida]